# 下関総合車両所
下関総合車両所（しものせきそうごうしゃりょうじょ）は、山口県下関市にある西日本旅客鉄道（JR西日本）の車両基地および車両工場である。下関市の本所のほか広島県および岡山県に支所を有する。
車両の一元管理によるさらなる品質向上と効率的な組織運営を目指すとともに、車両検修職場の地域性を考慮し、技術継承を確実に行うことのできる体制を構築するために、金沢総合車両所・後藤総合車両所・網干総合車両所に次ぐ4番目の在来線総合車両所として、2009年（平成21年）6月1日に下関地域鉄道部下関車両センターおよび下関車両管理室と山口鉄道部車両管理室（旧・小郡運転区）を統合した広島支社直轄の車両総合管理組織として発足した。
2012年（平成24年）に広島運転所の検修部門を統合し、広島支社唯一の車両基地ともなった。検修部門は総合車両所発足前の3所体制（下関・新山口・広島）を踏襲している。
2022年（令和4年）に中国統括本部発足に伴い、岡山電車区を統合し、中国統括本部管轄では下関総合車両所と後藤総合車両所の在来線総合車両基地体制となった。これにより検修部門は4所体制（下関・新山口・広島・岡山）となる。

## 組織

### 本所
下関総合車両所の本所は、下関市幡生宮の下町1番2号の幡生駅構内にあり、敷地面積は73,400m2である。中国統括本部（旧広島支社）管内の車両（電気機関車・ディーゼル機関車・電車・気動車・客車）の他、岡山電車支所（旧岡山電車区）の電車（主に105系・113系・115系・117系）の全般検査・重要部検査・交番検査・仕業検査などの検修および改造を行っている。また、閉鎖された鷹取工場に替わり、JR西日本で廃車となった車両の解体を広く受け持っている。
岡山電車支所（旧岡山電車区）の213系の要部検査・全般検査、223系の距離保全・期間保全は網干総合車両所で行われる。
旧広島支社管内の気動車の大検査は時折、後藤総合車両所でも行われる。
1995年（平成7年）に下関地域鉄道部の発足に伴い、同鉄道部傘下の組織である下関車両センターとなったが、2009年6月1日付で実施された組織再編により広島支社直轄の組織に改組された。
日本国有鉄道時代は幡生工場として、国鉄末期には広島鉄道管理局管内をはじめ全国各地の電車の先頭車化改造や、客車の改造（例：九州の457系のサロ165→クハ455化、福知山線用113系、高崎鉄道管理局「やすらぎ」、快速「海峡」用50系など）あさかぜ1.4号と出雲1.4号24系25形のグレードアップ及びスハネ25(デュエット)の一部の改造も多数施工したほか、広島鉄道管理局所属車両の全般検査を担当した。

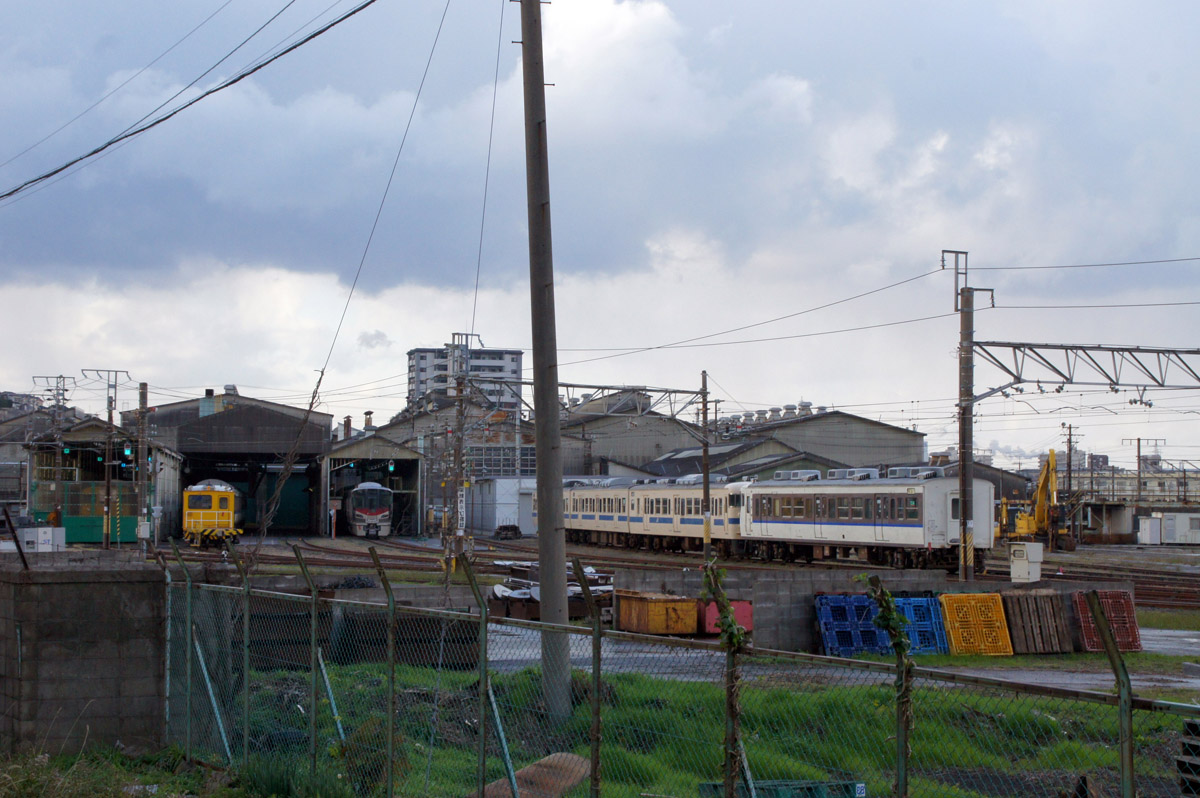
下関総合車両所 本所
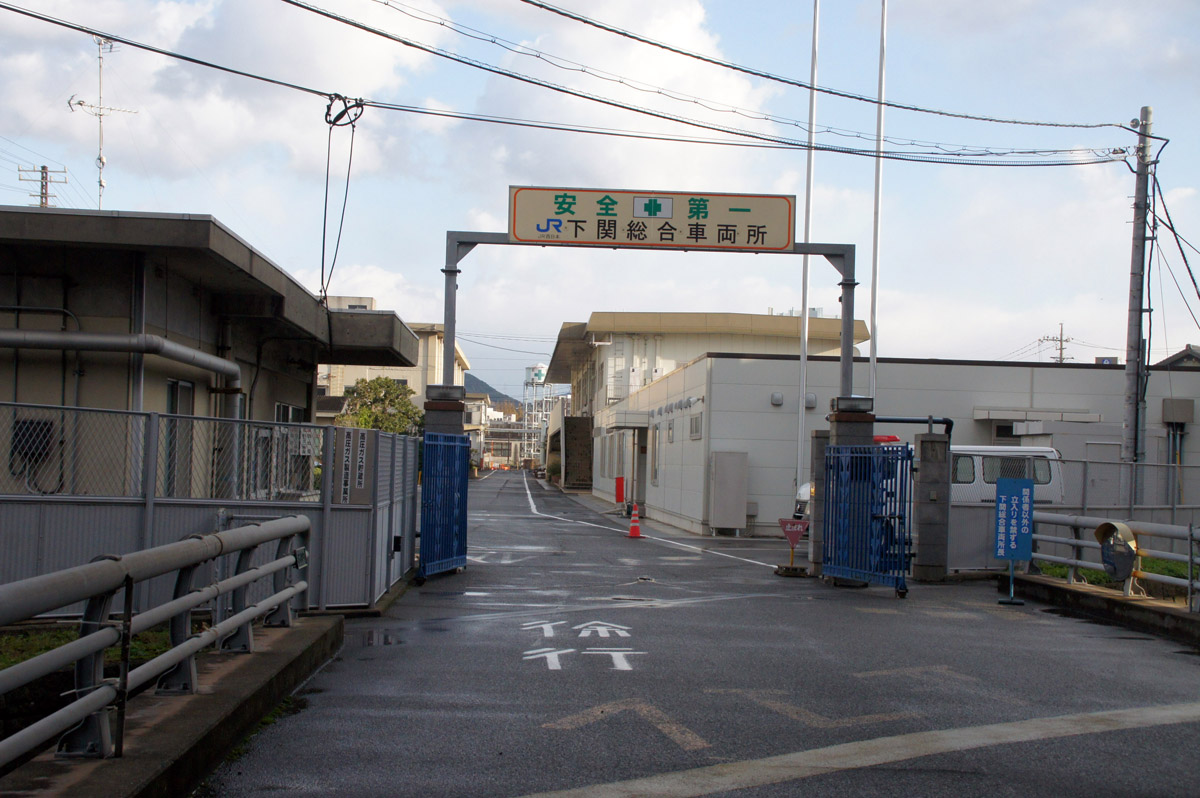
下関総合車両所 入口

### 運用検修センター
下関市大和町2丁目15番1号にある車両基地で、下関駅構内の門司駅寄り（南側）、築堤上を走る山陽本線の西側にある。敷地面積は、58,600m2。
下関地域鉄道部発足以前は、下関運転所と称する車両および乗務員区所であったが、下関地域鉄道部の発足に伴い廃止となった宇部電車区配置車両の移管を受け、乗務員部門を下関乗務員センターに分離して同部の下部組織となり下関車両管理室に改称した。その後2009年6月1日付で実施された組織再編により、下関総合車両所の一部門として独立した。
下関運転所時代に存在した幡生支所は、国鉄分割民営化の際JR貨物に継承され、幡生総合鉄道部として現存している（ただし、車両の所属はなくなっている）。

### 新山口支所

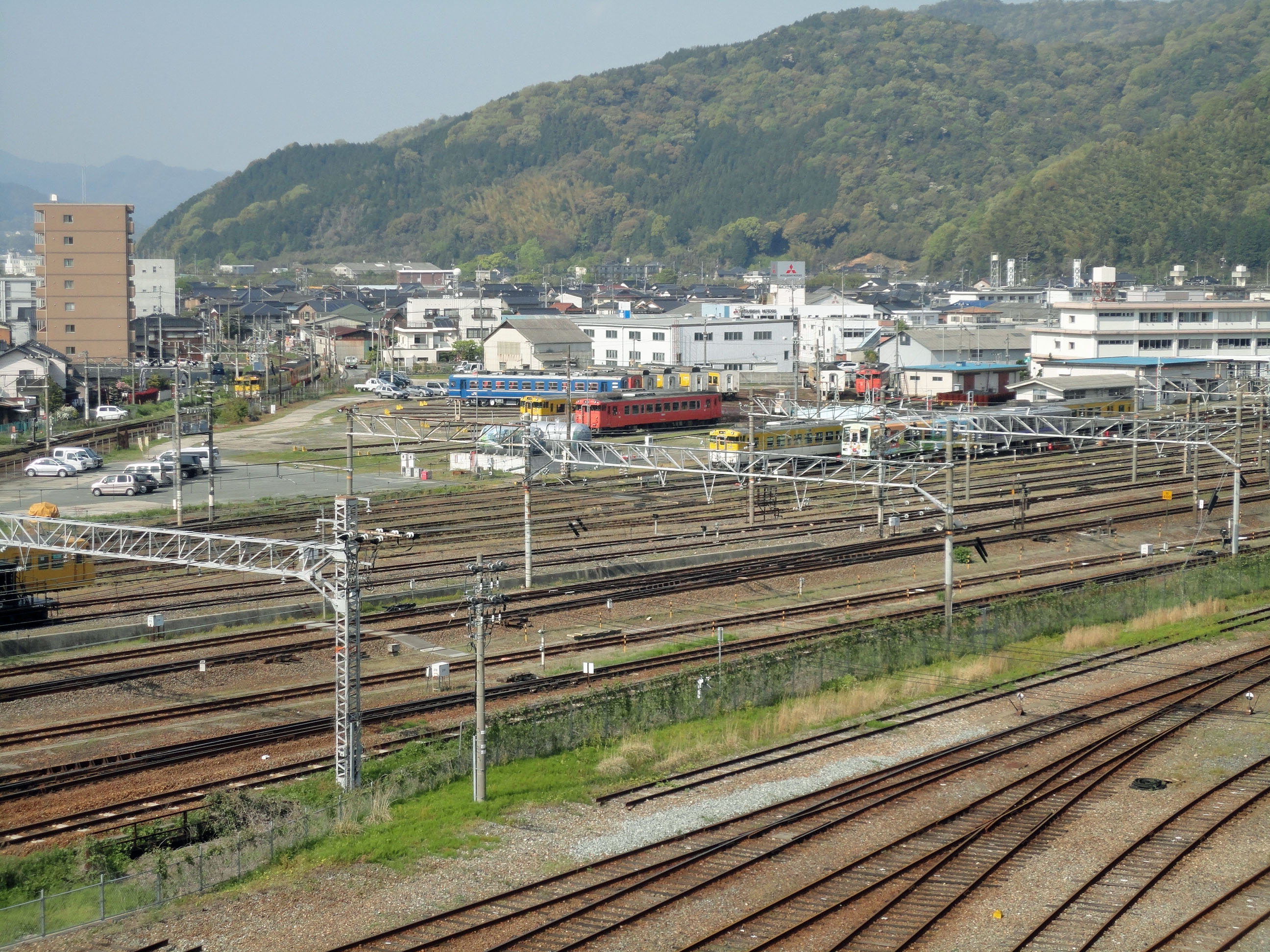
新山口支所

山口市小郡令和1-24にある車両基地で、新山口駅構内の東側、山陽本線と山口線に挟まれた場所にある。敷地面積は、46,250m2。
元は小郡運転区と称する車両基地および乗務員区所であったが、1995年に打ち出された鉄道部所管エリア内の車両基地を鉄道部に統合させる方針により、山口鉄道部（1990年〈平成2年〉発足）傘下の車両基地である山口鉄道部車両管理室となった。その後2009年6月1日に山口鉄道部と宇部新川鉄道部および下関地域鉄道部の一部区間を統合して山口地域鉄道部が発足するにあたって、検修部門が下関総合車両所に移管され、現在の名称となった。

### 広島支所

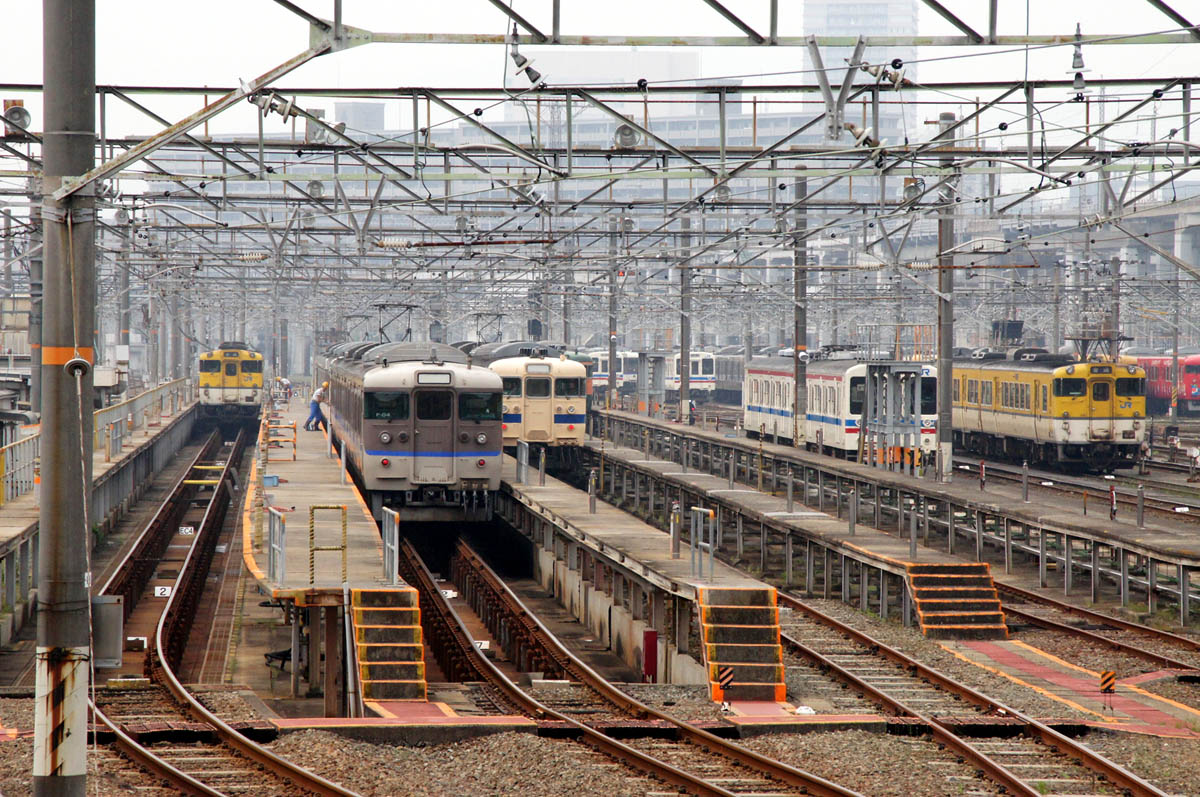
広島支所

広島県広島市東区にある車両基地で、山陽本線天神川 - 広島間に位置している。
2012年4月1日に広島運転所の検修部門が分離され、下関総合車両所に統合されて発足した。

### 岡山電車支所

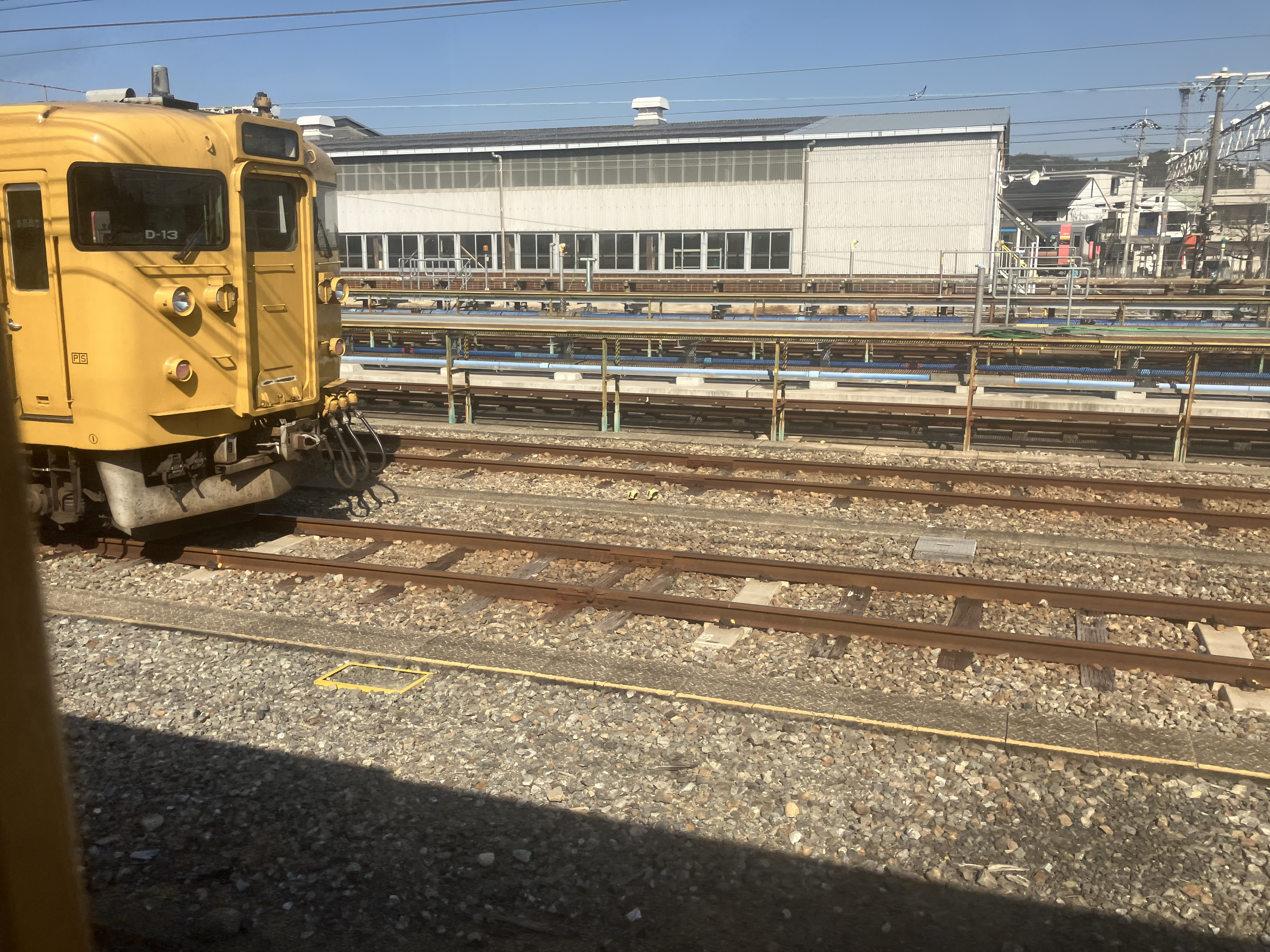
岡山電車支所の一部

岡山県岡山市北区にある車両基地で、山陽本線岡山駅 - 北長瀬駅間に位置しており、山陽新幹線博多総合車両所岡山支所、日本貨物鉄道（JR貨物）岡山貨物ターミナル駅と隣接している。
2022年10月1日の中国統括本部設置に伴う組織改編により、岡山電車区が下関総合車両所に統合されて発足した。

## 車体に記される略号
整備済み車両の車体に記される略号
整備済み車両の車体に記される略号は「SS」で、幡生工場時代は「HB」だった。

所属車両の車体に記される略号
旅客車は中国統括本部の略号である「中」と、下関の電報略号である「セキ」から構成された「中セキ」で、機関車は下関を示す「関」である。ただし、新山口支所と広島支所に所属する車両には、「中クチ」（新山口支所）「中ヒロ」（広島支所）と表記される。更に、岡山電車支所に所属する車両には、「中オカ」で、機関車は岡山を示す「岡」と表記される。

## 所属車両
所属車両は運用検修センター（下関）、新山口支所・広島支所・岡山電車支所に分けて配置されている。おおむね車種別に車両配置が振り分けられている。
2024年（令和6年）4月1日現在の所属車両は以下のとおり。
| 区所   | 電車  | 気動車 | 機関車 | 客車 | 貨車 | 合計  |
| ------ | ----- | ------ | ------ | ---- | ---- | ----- |
| 下関   | 105両 | 2両    | 14両   | 0両  | 0両  | 121両 |
| 新山口 | 0両   | 106両  | 0両    | 5両  | 15両 | 126両 |
| 広島   | 273両 | 12両   | 0両    | 0両  | 0両  | 285両 |
| 岡山   | 311両 | 0両    | 2両    | 0両  | 48両 | 361両 |
| 合計   | 689両 | 120両  | 16両   | 5両  | 63両 | 893両 |

### 運用検修センター配置

#### 電車
- 105系電車（18両）
  - 2両編成9本（U編成6本・K編成3本）が所属している。
  - U編成は宇部電車区（のちの宇部新川鉄道部）に所属していた旧形電車（40系・51系電車）を一斉置き換えするために1981年（昭和56年）に同所に配属されたもので、K編成は広島地区から転属してきたグループ。現在はU編成が新造車グループ。
    - 2016年（平成28年）6月までは103系からの改造車であるクモハ105形500番台も在籍していたが、改造車グループが配属されたのはごくわずかである。

  - 現在在籍している2両編成はすべてワンマン運転に対応している。かつて配属されていたU08・U09編成（2両編成）はワンマン運転に対応しておらず、増結車両（I編成2本、U編成1本、広島支所から転入したK編成1本）を連結して山陽本線（新山口 - 下関間）・宇部線で運用されていた[注 3]が、2020年3月31日付で廃車された[8]。
  - 宇部線・小野田線・山陽本線（宇部 - 下関間）で運用されている。
  - U編成はまれに広島地区に貸し出され、呉線・可部線で運用されたことがあった。
- 123系電車（5両）
  - 1両編成（U編成）5本が所属している。宇部線・小野田線（本山支線を含む）で運用されている。
  - 2002年（平成14年）以降、JR西日本が保有する123系電車の全車が下関に集結している。
- 115系電車（80両）
  - 4両編成18本、2両編成4本が配置されている。
  - 4両編成（N編成）は二扉車の3000番台・3500番台で構成される。2両編成（T編成）は1000番台の体質改善車であるが、座席は固定式クロスシートのままである。
  - 山陽本線（岩国 - 下関間）で運用されている。
    - 2015年（平成27年）から翌年にかけて広島支所から転入したL編成がおり、2019年3月までは山陽本線（三石 - 下関間）・呉線・可部線で運用されていたが、岩国以東の運用を227系で統一したことで余剰が発生し、2019年10月までに廃車または岡山電車区へ転出し[9][8]、配置が無くなっている。

  - 体質改善車を含む編成は広島更新色、それ以外の車両は瀬戸内色に塗り分けられていたが、2010年1月20日にN-05編成が濃黄色一色に塗装変更されて出場した[10][11]のを皮切りに、順次同塗装に塗り変えられた。
  - 2023年3月18日から山陽本線岩国 - 下関間でワンマン運転が開始されたため、2020年からワンマン対応改造が施工された[12]。
  - 2022年8月22日付でN12編成が廃車された[13]。
- 42系電車（1両）
  - クモハ42形1両（クモハ42001）が所属している。JR西日本では唯一車籍を有する旧形国電で、2003年（平成15年）3月14日まで小野田線本山支線で運用されていた。
  - 現在は定期運用はなく、車籍を保持したまま保留車として保管されており、一般公開時に展示される。
- 145系電車（1両）
  - 牽引車であるクモヤ145形1100番台の1両 (1103) が所属している。
  - 2023年4月3日付で広島支所配置の1102と岡山電車支所配置の1124[注 4]が廃車された[6]ため、下関総合車両所で唯一の配置となっている。

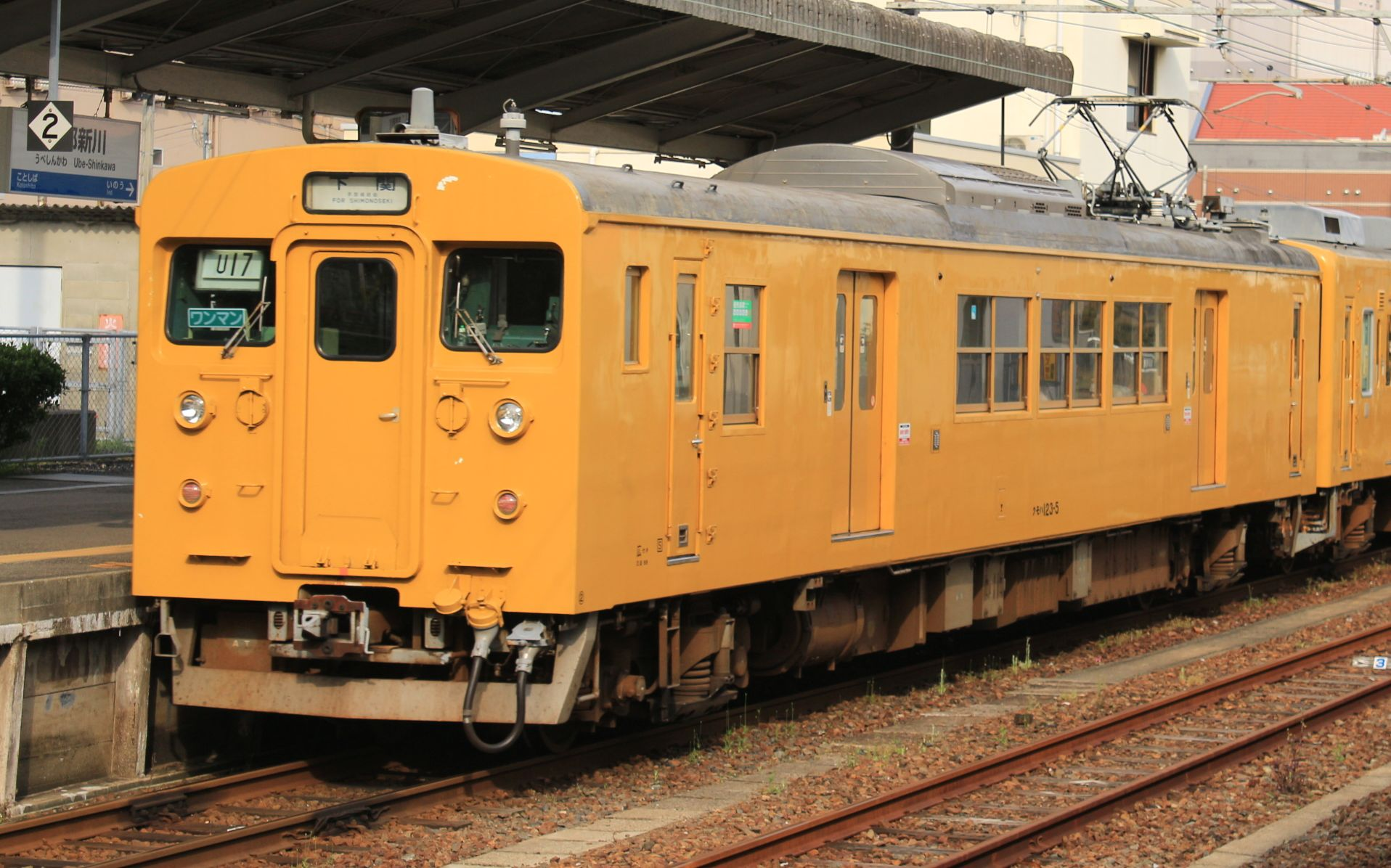
123系U編成
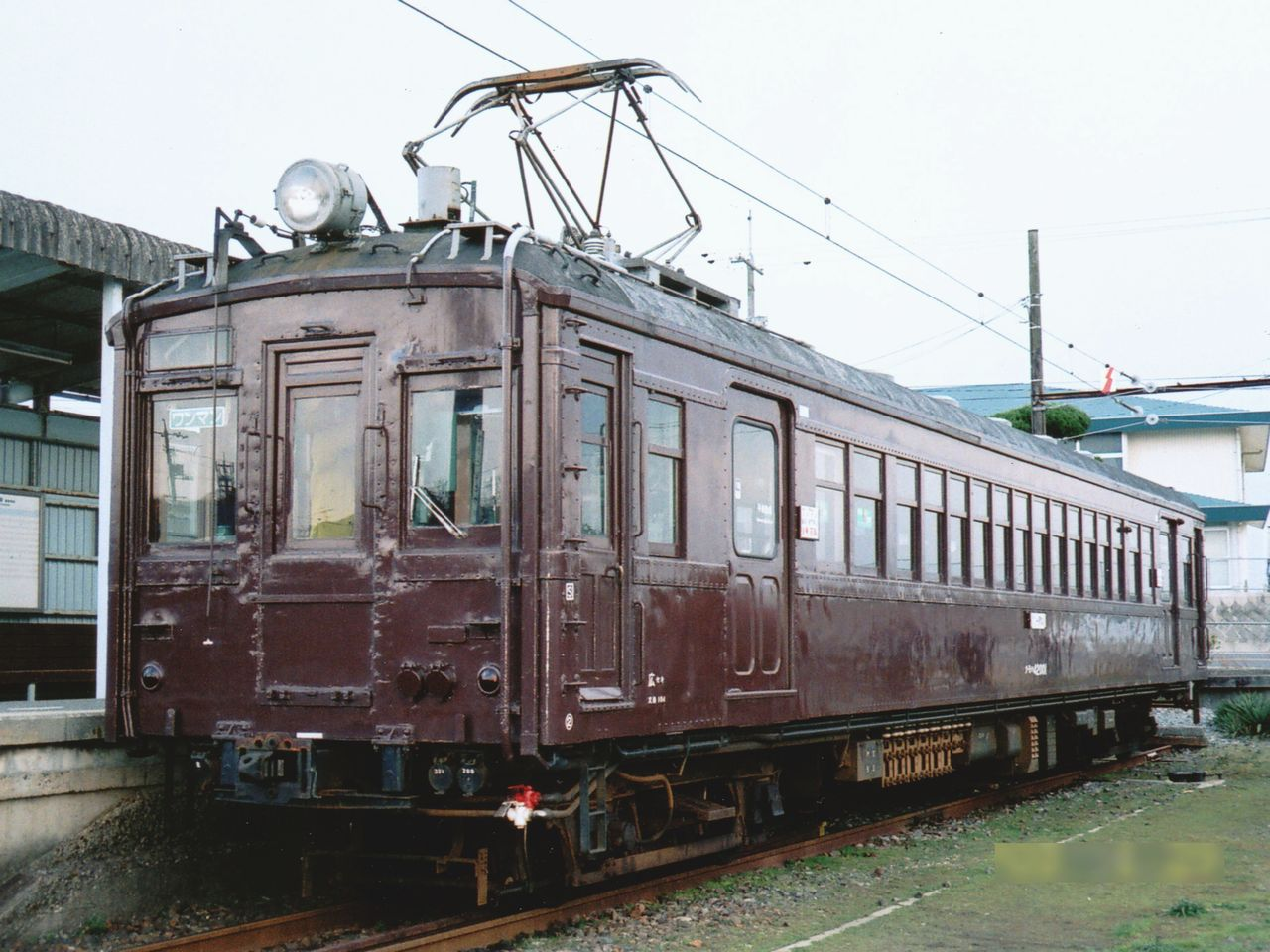
下関総合車両所で保管されているクモハ42形

#### 気動車
- キハ47形気動車（2両）
  - 7000番台2両（7003・7004）が所属している。○○のはなしとして土曜休日を中心に山陽本線（新下関 - 下関間）と山陰本線（東萩 - 下関間）で運用されている。

#### 機関車
- EF65形電気機関車（10両）
  - 1000番台の10両（1120・1124・1126・1128・1130 - 1135）が所属。
  - 現在は定期運用はなく、臨時・団体列車や工事列車の牽引を担当する。
  - 1124・1128・1132・1133・1135の5両はATS-Pを装備しており、上郡以東への入線も可能である。
  - 1124は2015年下関車両センターでの全般検査時トワイライトエクスプレスカラーに変更された。
- DD51形ディーゼル機関車（1両）
  - 1両 (1043) が所属しており、臨時列車の牽引や山口線でのC57 1の試運転に使用されるほか、SLやまぐち号の補機・代替機にも使用される。
- DE10形ディーゼル機関車（3両）
  - 3両（1076・1514・1531）が所属しており、美祢線内を中心とした臨時列車牽引・蒸気機関車の試運転・駅構内入れ替えなどに使用される。

### 新山口支所配置

#### 気動車
- キハ40形気動車（32両）
  - 2000番台32両が所属している。全車がワンマン運転に対応している。
    - 後藤総合車両所に貸し出されていたキハ40-2044は広島支社管内用のワンマン運転用の放送に対応していなかったが、キハ47系の非ワンマン車とペアを組んで2両で運行されている。しかし2020年の全般検査により広島支社管内用のワンマン運転放送に対応し、現在はほかのキハ40と同じ運用に入る。

  - 山陰本線（益田 - 下関間、仙崎支線含む）・山口線・岩徳線・芸備線（三次 - 広島間）で運用されている。原則、岩徳線とそれ以外の3路線とで運用が分けられている。
  - 後述のキハ47形を含め、全車が一旦は広島色（黄色と白のツートンカラーにグレーの細帯）に塗り替えられたが、2009年12月以降は米子支社で採用されている朱色5号単色への再度塗り替えが進行している[15]。広島色への塗り替え時に側面中央上部にLED式行先表示器の増設が行われるなどの体質改善が完了している。
  - 山陰本線・岩徳線・芸備線充当車両は山陽本線経由で定期的に新山口支所に回送される。
- キハ47形気動車（66両）
  - 0番台28両、1000番台18両、1500番台1両、2000番台7両、2500番台3両、3000番台7両、3500番台2両が所属している。一部車両がワンマン運転に対応している。
  - ワンマン対応車が山陰本線（益田 - 下関間）・山口線・岩徳線・芸備線（三次 - 広島間）で、ワンマンに対応していない車両は芸備線（三次 - 広島間）で運用されている。キハ40形同様に原則、岩徳線とそれ以外の3路線とで運用が分けられている。
  - 2023年5月から8月にかけて0番台2両、2000番台1両、3000番台1両の計4両が廃車された[6]。
- キハ120形気動車（7両）
  - 0番台5両と300番台2両が所属しており、山陰本線（仙崎支線）・美祢線で運用されている。
  - 通常は山陰本線長門市駅構内にある長門鉄道部に駐在しているが、車両検査のため山陽本線経由で定期的に新山口支所に回送される。
- DEC700形気動車（1両）
  - 1両が所属している。2021年7月26日付で新製配置された[16]。

#### 客車
- 35系客車（5両）
  - SLやまぐち号用。2017年（平成29年）6月6日付で新製配置された[17]。

#### 貨車
- チキ5200形貨車（5両）
  - レール輸送用長物車で、常備駅は新山口駅である。
- ホキ800形貨車（10両）
  - バラスト輸送・散布用ホッパ車で、常備駅は新山口駅・厚狭駅である。2022年度に9両が廃車されたが、5両が岡山電車支所（旧岡山電車区）から、1両が後藤総合車両所から転入した。

### 広島支所配置

#### 電車
- 227系電車0番台（273両）
  - 愛称は「Red Wing」
  - 2両編成（S編成）42本と、3両編成（A編成）63本が配置される。2015年3月14日から運用開始[18]。その後随時増備が行われ、2019年2月に完了した。
  - 運用開始当初は呉線の快速安芸路ライナーを中心に、山陽本線（糸崎 - 由宇間）・呉線・可部線で運用された。その後充当範囲を拡大しており、2016年3月26日に実施されたダイヤ改正では、山陽本線の運用範囲が福山 - 徳山間に拡大されたほか、山陽本線（三原 - 岩国間）・呉線（広 - 海田市間）・可部線の平日日中の列車が227系に統一された[19]。
  - 2019年3月のダイヤ改正より山陽本線（三原 - 岩国間）・呉線・可部線の全列車に充当される[20]。
  - 2022年3月のダイヤ改正より山陽本線（徳山 - 新山口間）の一部列車（1日4往復）に充当され、範囲を拡大している[21]。
  - 2023年3月のダイヤ改正より山陽本線の一部区間（岩国 - 新山口間・新山口 - 下関間は本系電車運転対象外）のワンマン運転を開始している[12]。
  - 2023年11月1日付で3両が廃車された[6]。

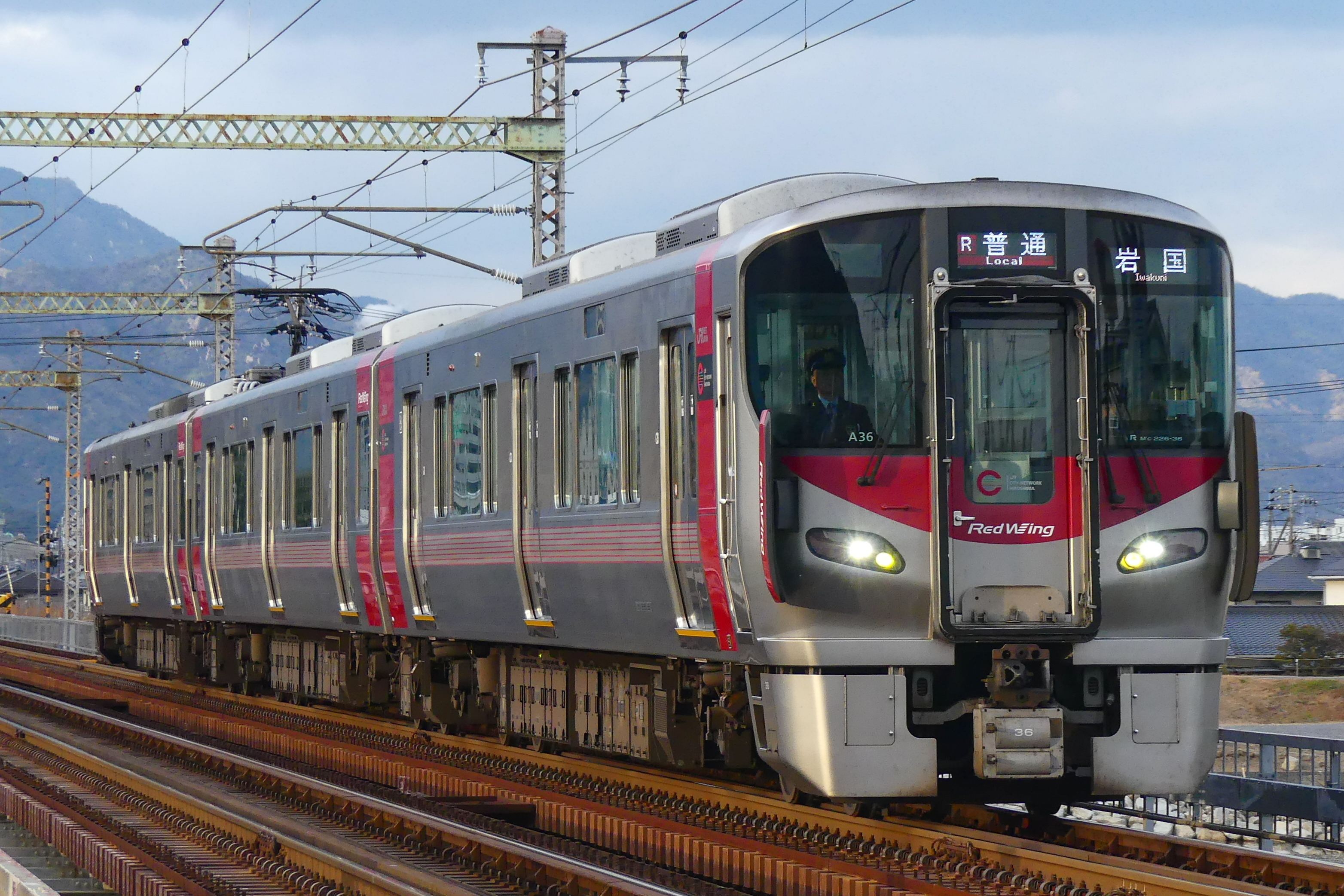
227系0番台

#### 気動車
- キハ47形気動車（2両）
  - ｢etSETOra｣用の7000番台2両編成1本が配置され、呉線で運用されている。
- キハ120形気動車（10両）
  - 0番台3両、300番台7両が配置されている。全車がワンマン運転に対応している。
  - 芸備線（備後落合 - 広島間）、福塩線（府中 - 塩町間）で運用される。芸備線は備後落合 - 三次間での運用が基本で、三次以南は出入区を兼ねた2往復のみ[22]。

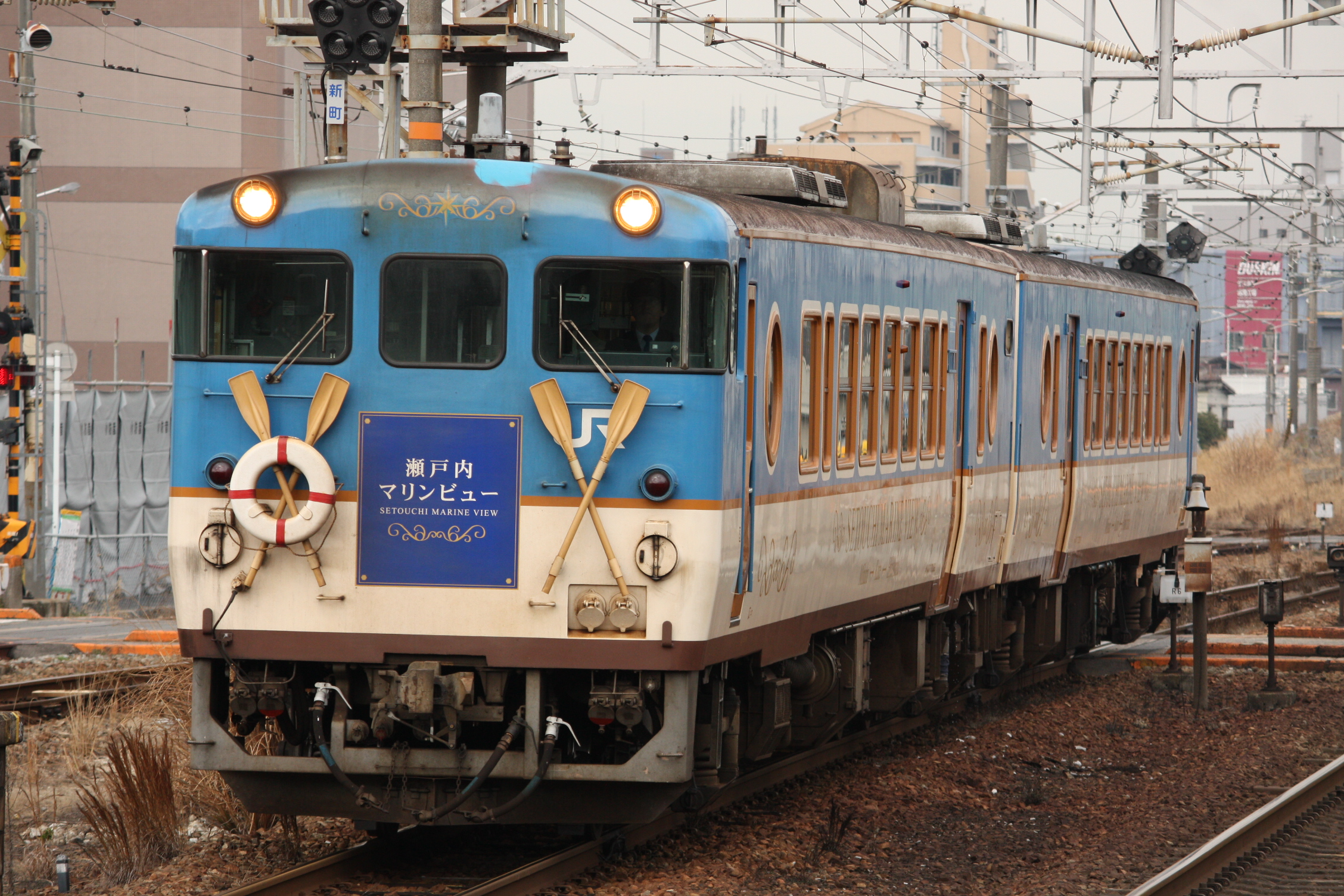
キハ47形7000番台「瀬戸内マリンビュー｣（現・etSETOra）
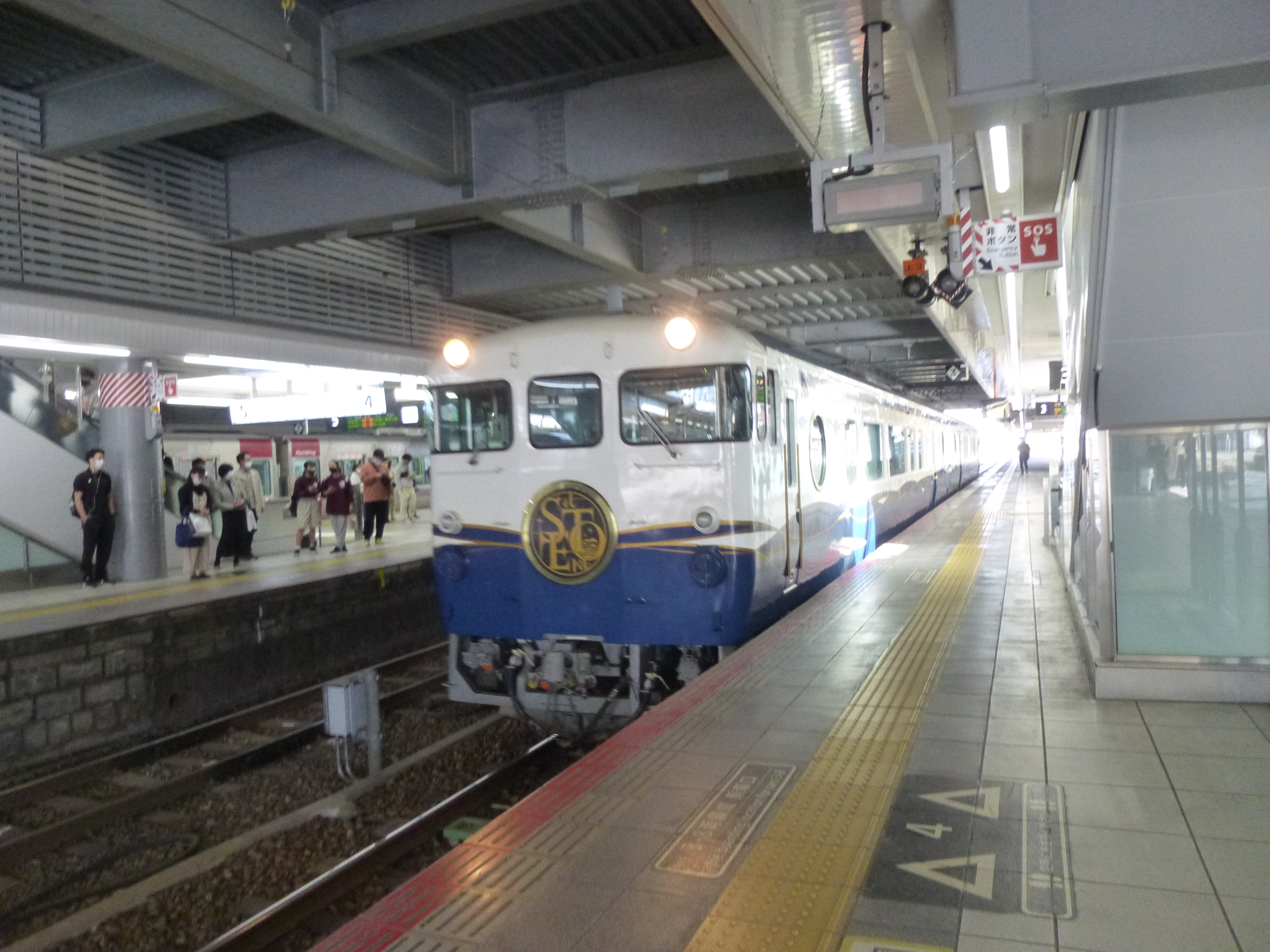
etSETOra

### 岡山電車支所配置

#### 電車
- 105系電車（14両）
  - 2両編成（F編成）7本が所属している。全編成がワンマン運転に対応している。全車両が新造車で、103系からの改造車は在籍していない。
  - 福塩線（福山 - 府中間）・山陽本線（岡山 - 福山間）で運用されている。
    - 213系がワンマン化改造を受けるまでは山陽本線（三石 - 三原間）・宇野線・赤穂線・伯備線（倉敷 - 新見間）でも使用されていた。
    - 検査入場で編成が不足する時は、福塩線の4両編成（2両編成2組）運用の一部を113系B編成や115系A編成で代走することがある。

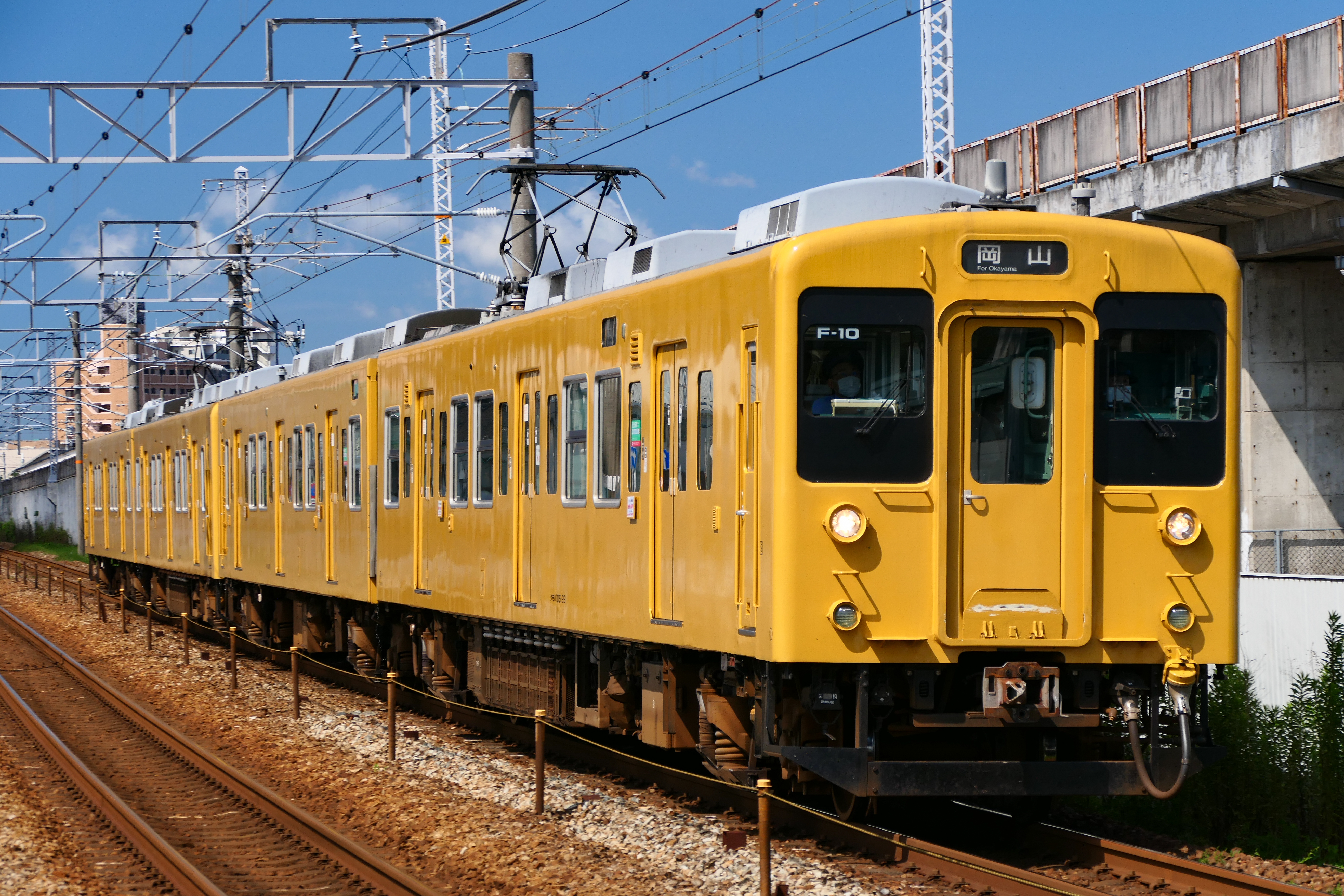
105系電車（地域色）

- 113系電車（36両）
  - 4両編成（B編成）が9本所属している。広島支所から転属の0番台・2000番台リニューアル車（転換クロスシート）で組成される。転属にあたりクハ111のトイレはタンク循環式からカセット式に交換を実施（227系の配置まで、岡山支所の地上設備がカセット式のみ対応していたため）
  - 先頭車は全車ATS-P搭載工事を実施済。
  - 山陽本線（姫路 - 三原間）・赤穂線（相生 - 播州赤穂間は1往復のみ）・伯備線（倉敷 - 備中高梁間）で運用されている。
  - 2023年10月から2024年3月にかけて、4両編成4本が廃車された[6]。

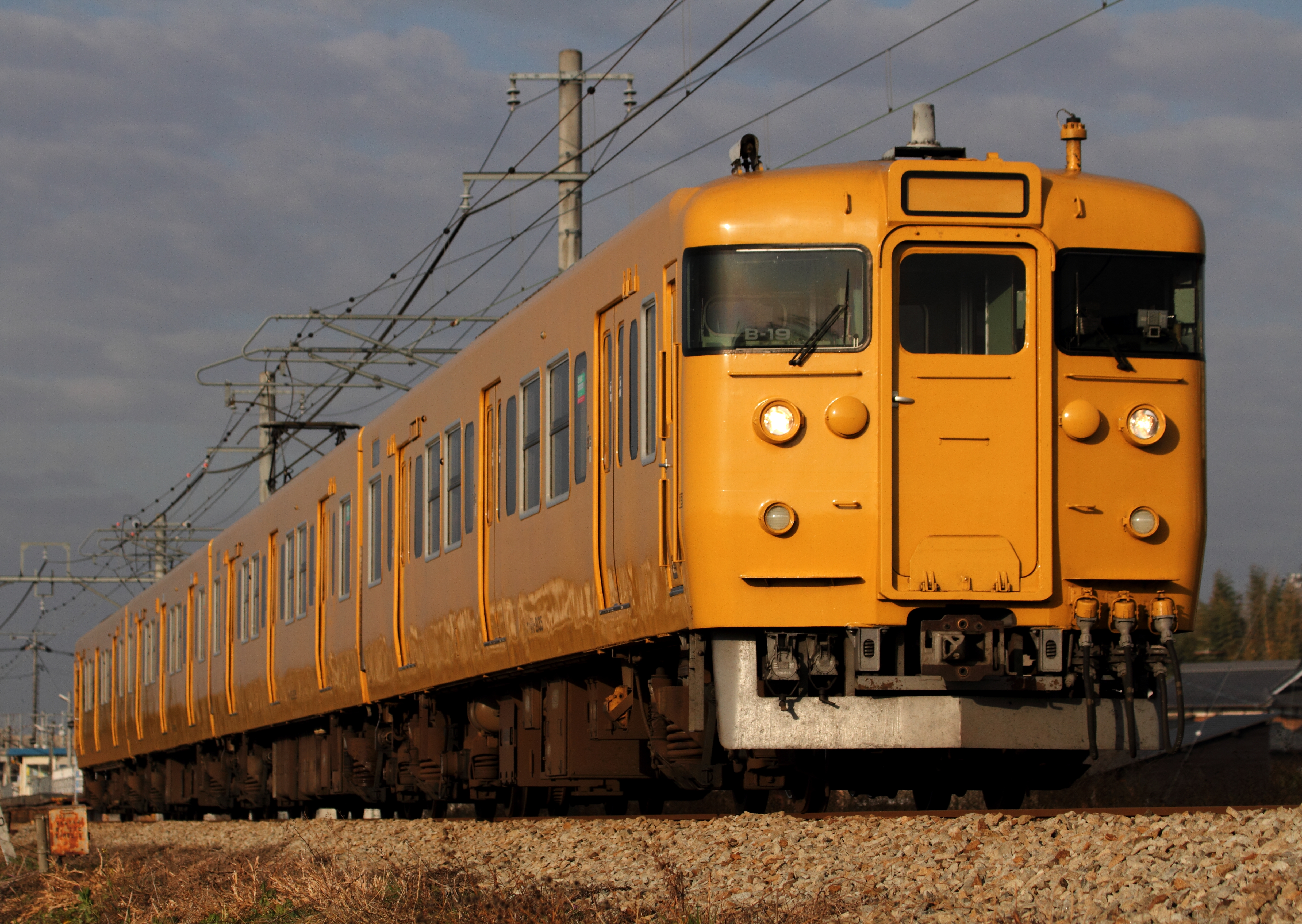
113系電車

- 115系電車（154両）
  - 4両編成（A編成）12本、3両編成（D編成）30本、2両編成（G編成）8本が所属している。G編成はワンマン運転に対応している。
  - 豪雪地帯である伯備線北部および山陰本線に多くの編成が乗り入れた経緯があるため（現在はG編成のみ）、配置車両の大部分が耐寒耐雪構造の1000番台となっているのが特徴である。D編成は1000番台の編成（D-01 - D-21、D-28 - D-31）と、国鉄末期に三鷹電車区（現・三鷹車両センター）から転入した300番台の編成（D-22・23・25 - 27）がある。
    - このうち、D-26とD-27編成は、イベント等での使用を考慮し、湘南色を纏っている。

  - 4両編成のL編成が、2019年6月5日付で運用検修センターから2本8両転入した[23]が、2020年8月14日付で廃車された[24]。当該編成は長期間の使用を想定せず、汚物処理装置が循環式のまま存置されていたことから、タンク内の汚物抜き取り作業のため広島支所に回送することがあった。
  - かつては中間車が3500番台の4両編成（K編成）も在籍していたが、2016年に消滅している。
  - 中国統括本部岡山支社管内の在来線のほか、伯備線を経由して山陰本線（伯耆大山 - 西出雲間、G編成）の運用にも就いている。2002年までは西明石までの運用も存在していた。2019年3月までは山陽本線広島シティネットワークや、瀬戸大橋線を経由して四国旅客鉄道（JR四国）予讃線（宇多津 - 多度津間）および土讃線（多度津 - 琴平間）への乗り入れも存在した。
  - 2007年からはATS-Pの搭載工事をG編成を除いて順次実施し、2009年に整備が完了した。
  - 2024年2月15日付でD-24編成3両が廃車された[6]。

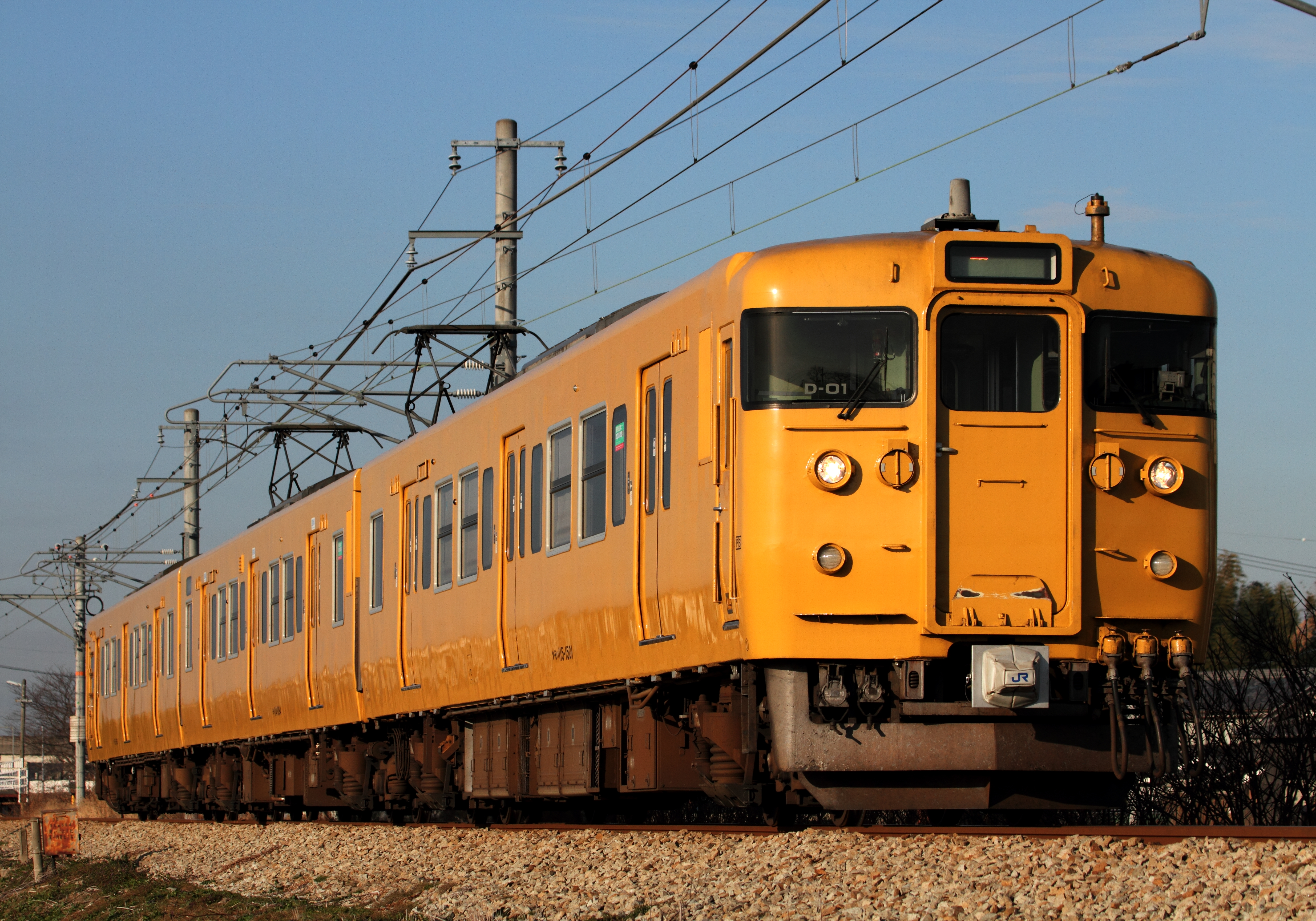
115系電車D編成
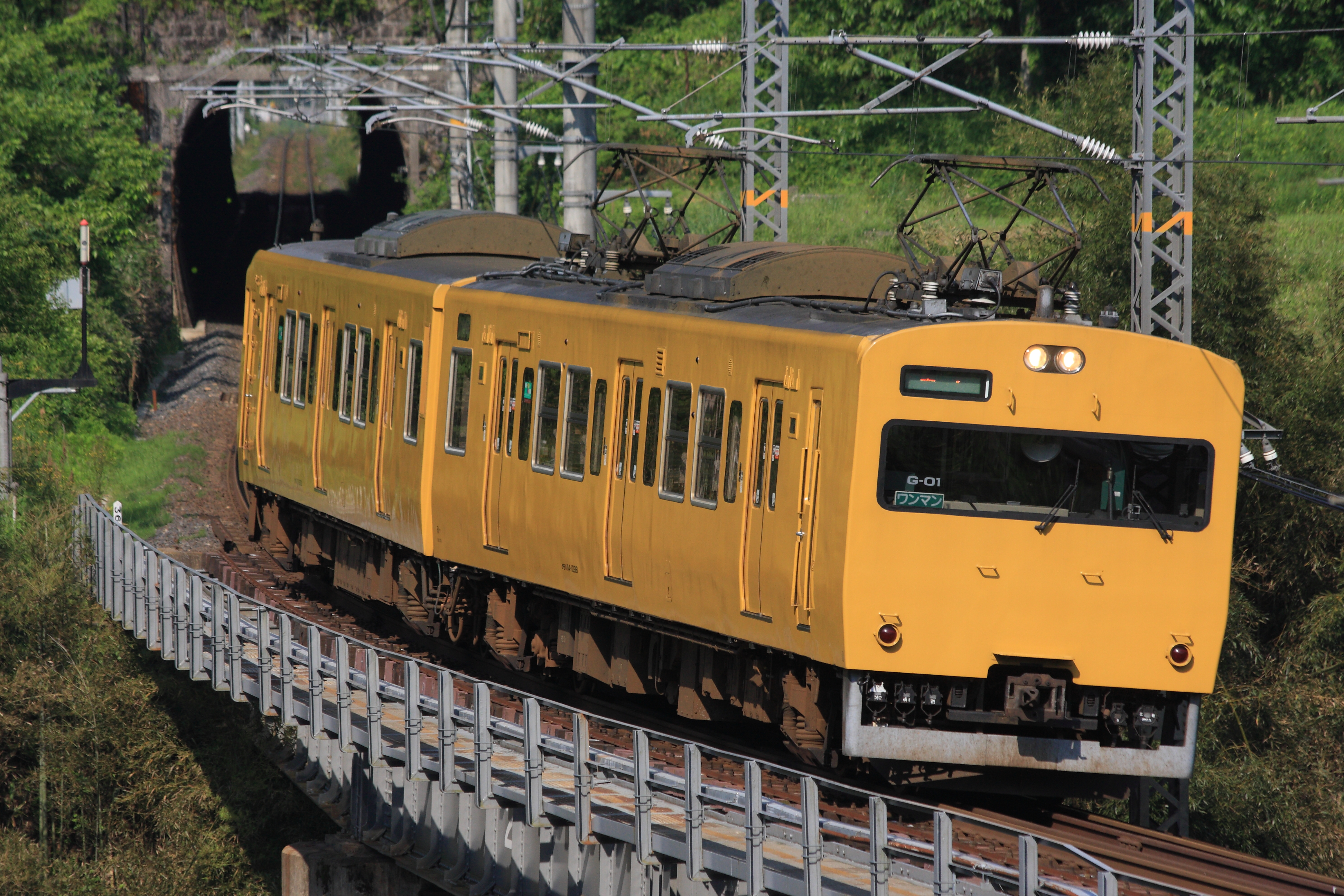
115系電車G編成

- 213系電車（28両）
  - 3両編成4本（C-01・C-05・C-06・C-12編成）、ワンマン運転に対応した2両編成7本（C-02・C-03・C-07 - C-11編成）と、「La Malle de Bois」2両編成1本（LA1編成）の計28両が所属している。かつてはスーパーサルーン「ゆめじ」（C13編成）用のクロ212形1両も配属されていたが、2010年11月1日付で廃車となった[14]。
  - C-07 - C-11編成については中間車の先頭車化改造工事を受けた車両（クハ212形100番台）が組み込まれている。C12編成については、通常は2両編成（クモハ213-10＋クハ212-8）で使用され、他の3両編成が検査の際に中間にクハ212-7を組み込んだ3両編成として運用される。
  - LA1編成以外の編成は、山陽本線（吉永 - 三原間）・赤穂線（播州赤穂 - 東岡山間）・伯備線（倉敷 - 新見間）・宇野線・瀬戸大橋線（岡山 - 児島間）で運用されている。元々は宇野線（瀬戸大橋線）の快速「備讃ライナー」→「マリンライナー」用として投入されたが、2003年10月のダイヤ改正で「マリンライナー」運用からは離脱し、前述の短縮化改造を受けている。「マリンライナー」充当時には山陽線の快速「サンライナー」での間合い運用もあったほか、呉線経由下関直通臨時列車の運用実績もある。
  - 2012年6月に吹田総合車両所を出場したC-08編成を皮切りに2015年8月までに、全編成に体質改善工事を施工。
  - 2016年3月に旧C-04編成のクハ212-4とクモハ213-4を「La Malle de Bois」に改造しLA1編成とした。抜かれたサハ213-4はC-01編成に組み込まれ、3両編成となった。なお検査の際は網干総合車両所に回送されて検査を行う。

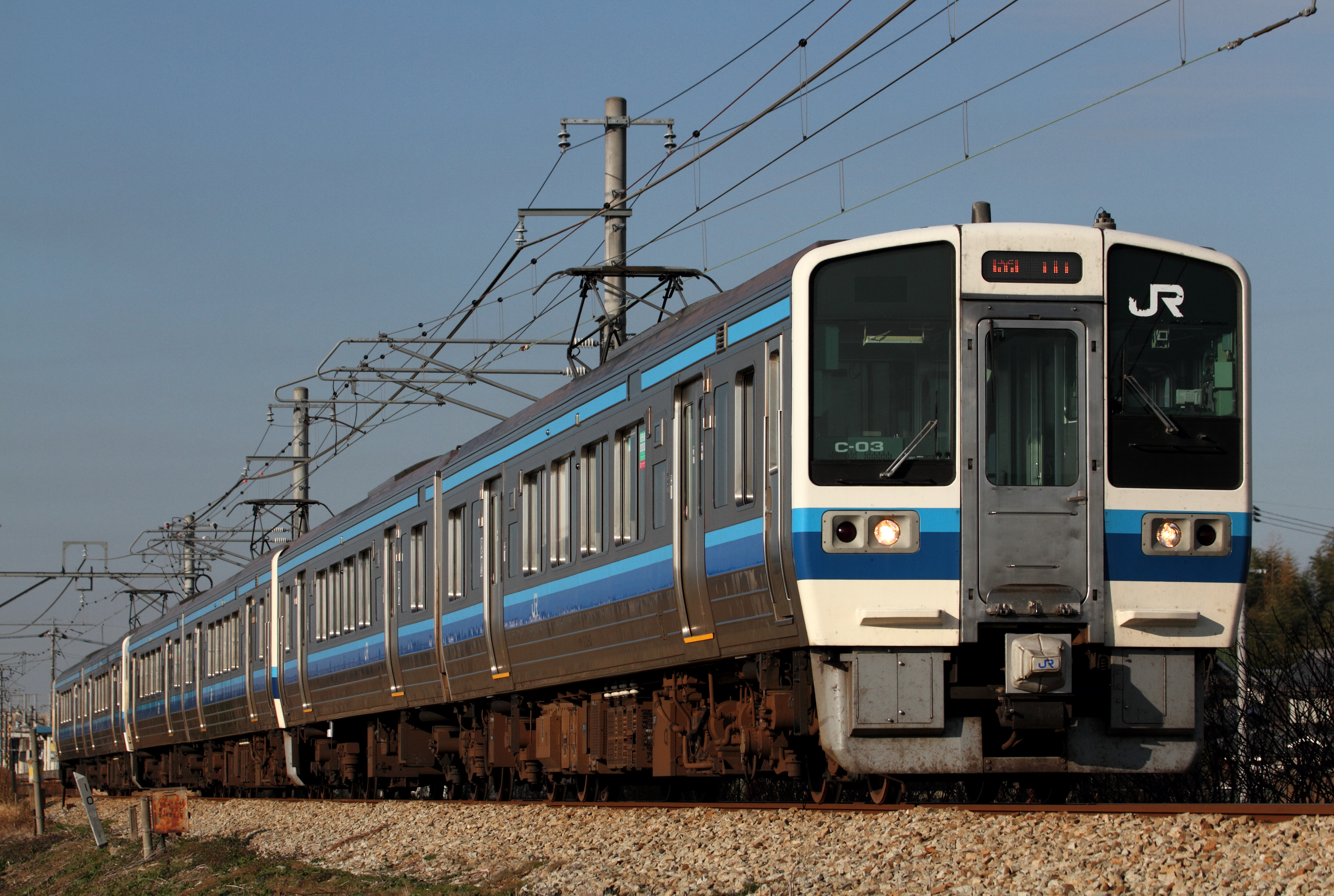
213系電車
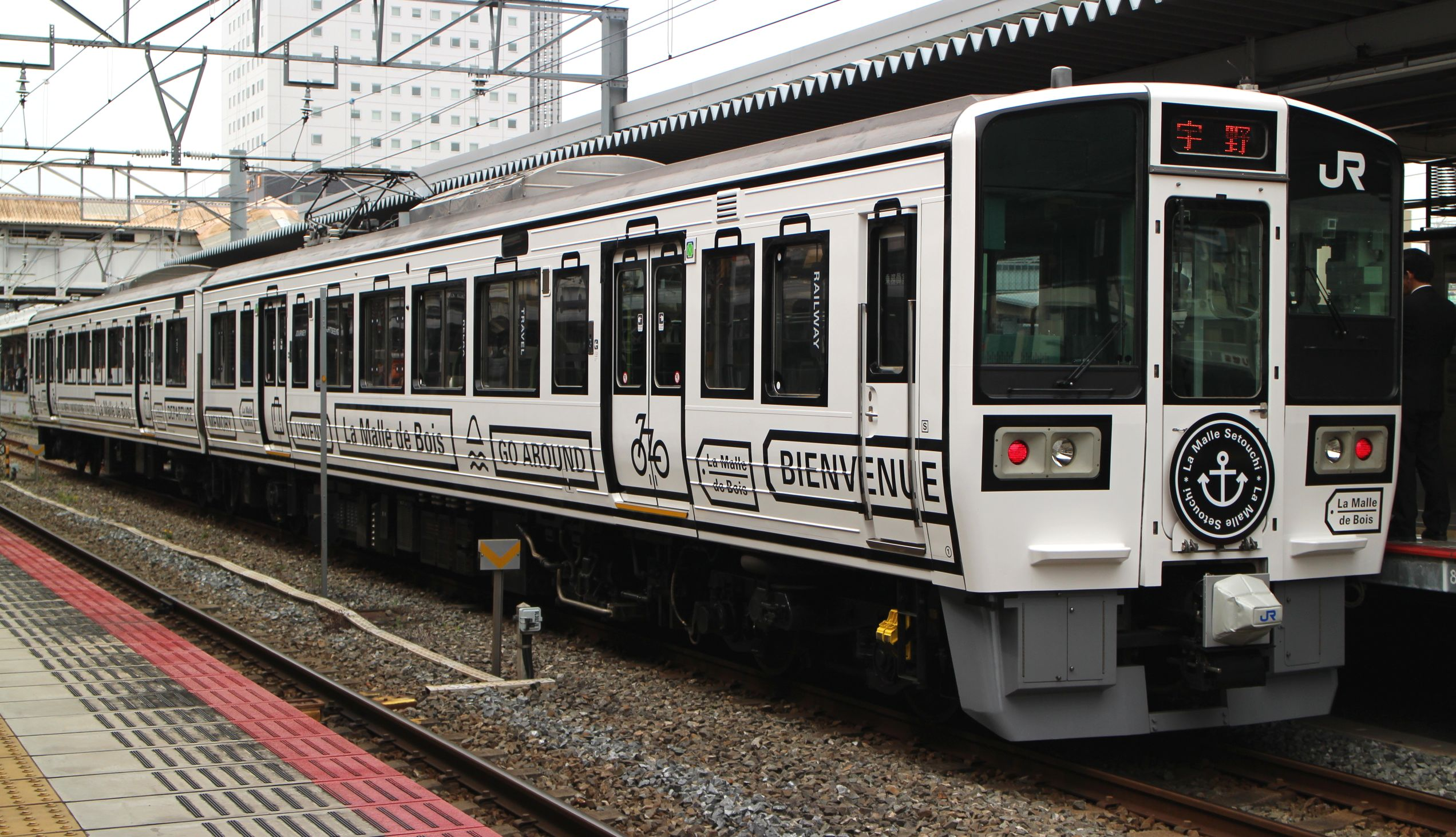
ラ・マル・ド・ボァ

- 223系電車（14両）
  - 5000番台2両編成（P編成）7本、計14両が所属している。
  - 瀬戸大橋線の快速「マリンライナー」で運用されている。ほとんどの列車でJR四国高松運転所所属の5000系電車3両編成（M編成）とペアを組んでいる。一時、網干総合車両所から借入されたサハ223形を中間に組み込んだ3両編成で運行されていた時期があった。213系同様、近年では網干総合車両所で検査入場を行っている。。

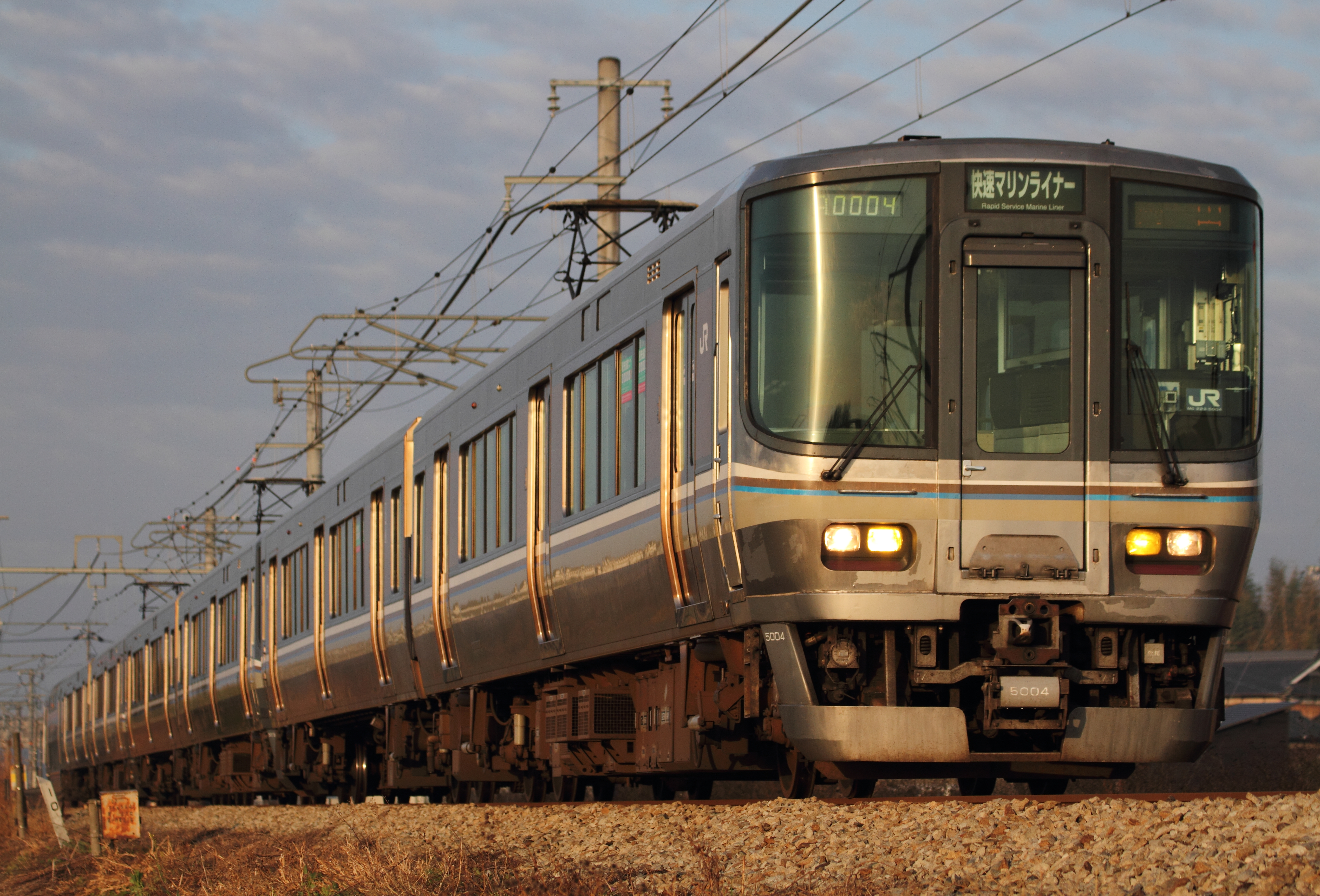
223系5000番台

- 227系電車500番台　(65両)
  - 愛称は「Urara（うらら）」
  - 500番台2両編成（R編成）13本、3両編成（L編成）13本の計65両が所属している。
  - 岡山、備後エリアの山陽本線などの従来車両を置き換え目的として、2024年1月以降残り3両L編成21本の計63両（計画の101両のうち38両製造済み）が導入予定である。
  - 汚物処理装置に真空吸引式を採用したため、岡山電車支所にも汚物抜き取り設備の新設を順次行っている。
  - 2023年7月22日から定期列車としての運行を開始した[25][26]。
    - 定期列車の運行開始当初の導入線区は、山陽本線（岡山 - 三原間）・宇野線・瀬戸大橋線（岡山 - 児島間）・伯備線（倉敷 - 総社間）で運用された。その後充当範囲を拡大しており、2024年1月20日からは山陽本線（姫路 - 岡山間）と伯備線（総社 - 新見間）で新たに運用を開始した[27]。

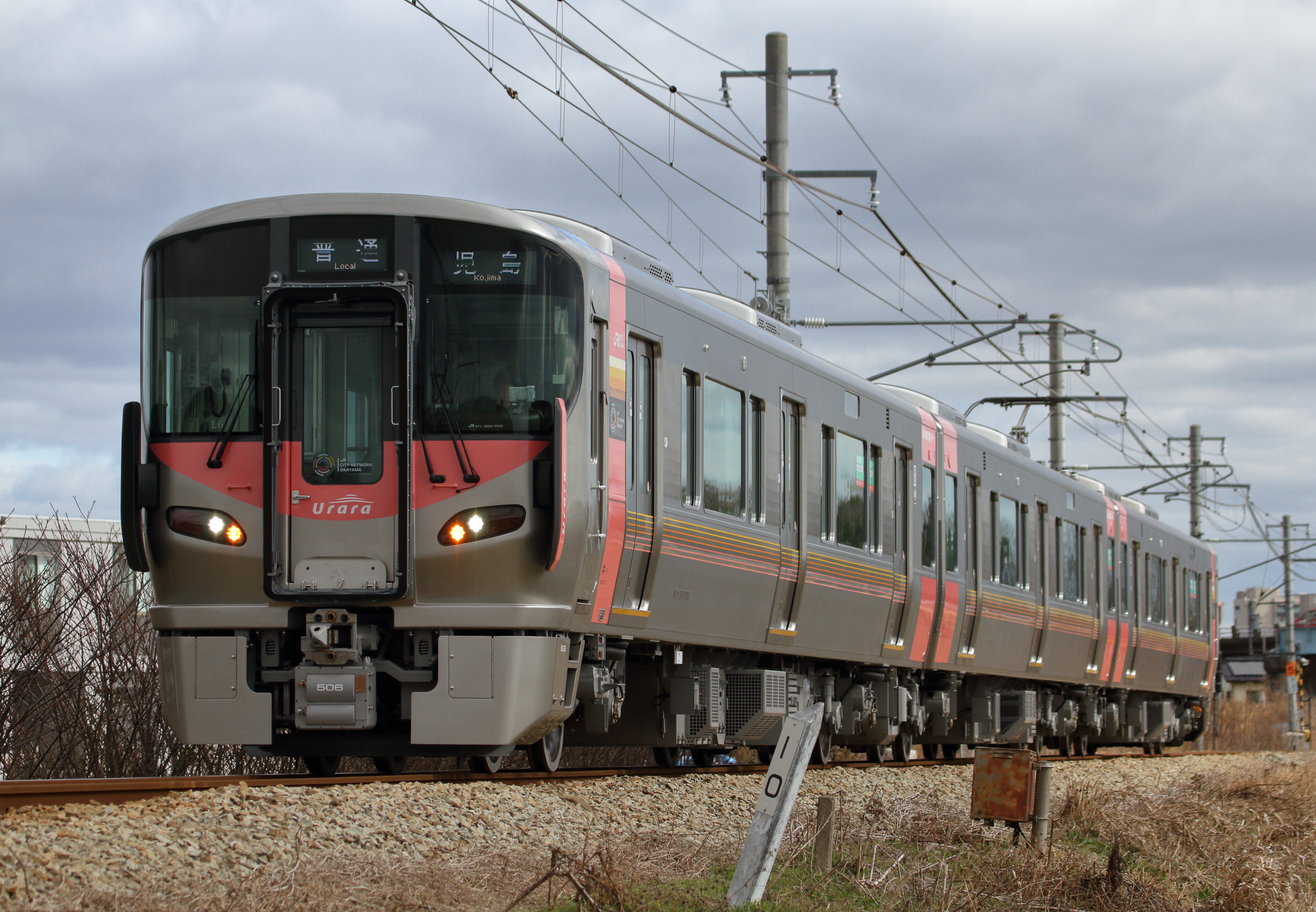
227系500番台

#### 機関車
機関車の検修は日本貨物鉄道（JR貨物）岡山機関区に委託している。
- DE10形ディーゼル機関車（2両）
  - 2両（1147・1151）が所属している。

#### 貨車
- チキ5200形貨車（30両）
  - レール輸送用長物車。常備駅は、東福山駅と岡山貨物ターミナル駅。
- チキ5500形貨車（6両）
  - レール輸送用長物車。常備駅は、東福山駅。
- チキ6000形貨車（8両）
  - レール輸送用長物車。常備駅は、東福山駅。
- ホキ800形貨車（4両）
  - バラスト輸送用ホッパ車。常備駅は、岡山貨物ターミナル駅。

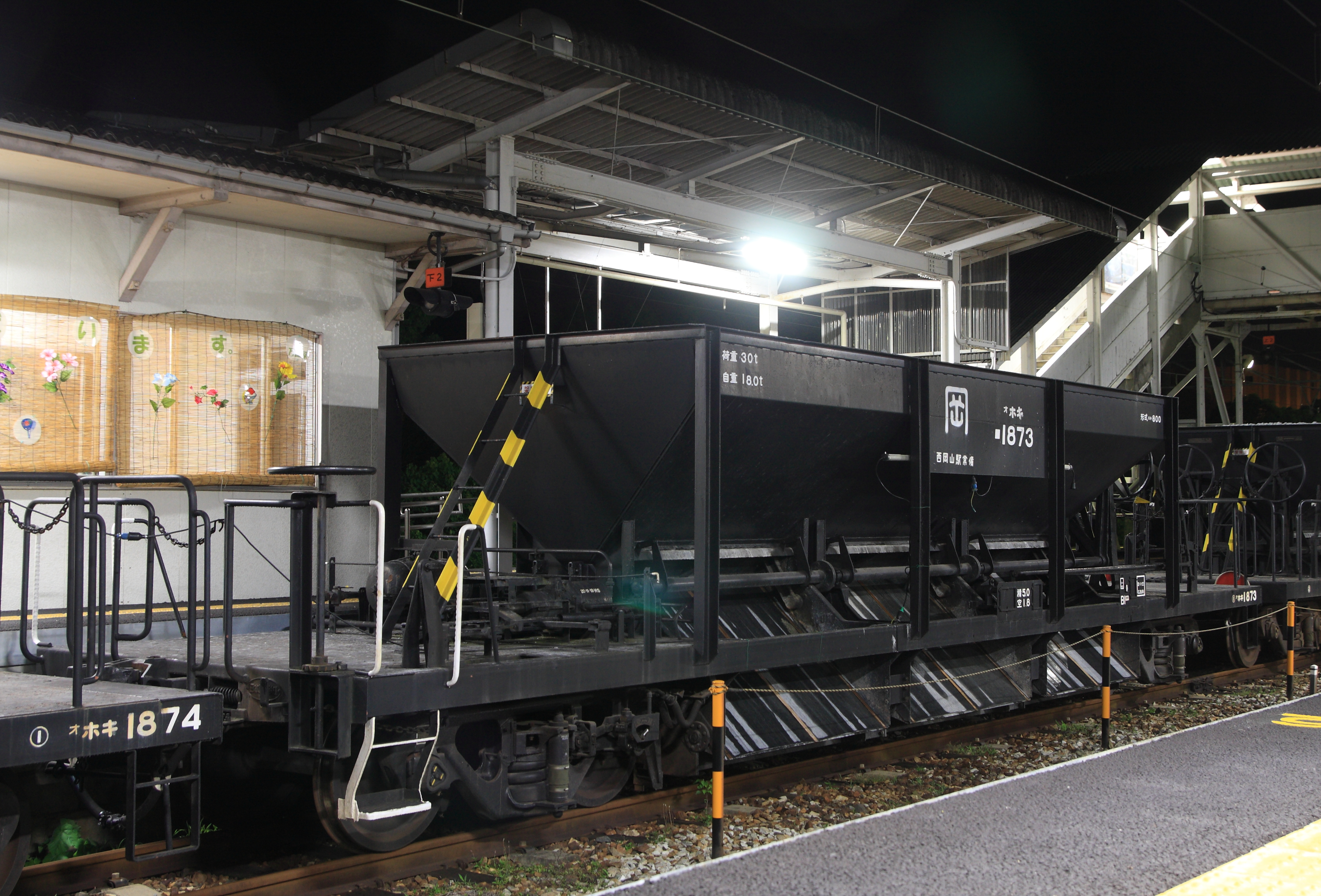
ホキ800形オホキ1873

## 過去の所属車両

### 電車
- 80系電車
  - 山陽本線用。1978年（昭和53年）運用終了。
- 103系電車
  - 4両編成（B・E編成）と3両編成（D編成）が所属していた。
  - B・E編成は1992年（平成4年）に207系電車の投入に伴い関西地区で余剰となった4本が冷房化率向上のために下関に転入したが、年度内に広島に再転属となった。2008年（平成20年）から実施された113系の転入により廃車または岡山電車区に転出し、2011年（平成23年）3月をもって広島所属の4両編成は消滅した。
  - D編成は最末期には クモハ103 + モハ102 + クハ103 の編成による3本が広島に配置されて、山陽本線（糸崎 - 三原間・海田市 - 岩国間）・呉線で運用。山陽本線三原 - 海田市間では車両性能上の問題から瀬野八を越えることが出来ないため使用されない。呉線の快速安芸路ライナーを中心に運転されていた。D-01編成のクモハ103-48は最後まで現存した唯一のクモハ103形0番台（新製時からクモハ）である[注 5]。D-02・03編成のクモハ103-2501・2502はモハ103形からの改造である。冷房装置は全車WAU102を搭載。ワンマン運転に対応しており、トイレが設置されていた。塗装はクリームに青帯の瀬戸内色となっていたが、D-01編成は2012年12月11日に濃黄色に変更されて出場した[28]。最終的には全車が濃黄色塗装となった。227系の運用開始時に運用終了となり、2015年3月27日付で廃車となって配置が消滅した。
- 113系電車
  - 2018年（平成30年）4月1日時点では4両編成のF編成1本、P編成6本が広島支所に配置されていた[29]。
  - 全車が0'・2000番台の体質改善車で統一されていた。
  - F編成は京阪神地区への221系投入により余剰となった京都総合運転所や日根野電車区からの転入車で、2008年から2010年にかけて転入。
  - P編成は京阪神地区への225系投入により余剰となった網干総合車両所宮原支所と吹田総合車両所日根野支所から転入車で、2012年に転入。
  - 自動解結装置・高速対応の撤去が行われ、クハ111形のトイレはカセット式から汚物循環処理装置へ交換された[注 6]。
  - 山陽本線（瀬野 - 岩国間）・呉線（広 - 海田市間）・可部線で運用されていたが、2019年3月16日のダイヤ改正で定期運用を終了した[20]。
  - P編成は2019年2月までに岡山電車区へ転出、F編成は2019年1月に廃車され、配置が一旦消滅したが、2022年10月組織変更により、岡山電車支所にB編成が現在配置されている。
- 117系電車
  - 2015年4月時点では下関に4両編成（C編成）5本が配置されていた。100番台と300番台で、山陽本線（新山口 - 下関間）で運用されていた。臨時列車などで新山口以東でも運行されることがあった。
  - JR九州からの乗り入れ廃止に伴う車両不足を補うために貸出扱いで転入し、2007年（平成19年）11月以降正式配置となっていた。100番台の3本は2015年8月・10月に岡山電車区へ、300番台の2本は2015年11月・2016年1月に吹田総合車両所日根野支所新在家派出所へ、それぞれ転属して一旦配置が消滅した。
  - 2022年10月組織変更により、岡山電車支所に4両編成（E編成）4本が再度配置された。この内E08、E09編成はかつて下関に配置されていた100番台（元C編成）であった。227系500番台の投入により2023年7月に定期運用が終了。同年9月まで全ての車両が廃車され、再度配置が消滅した。
- 153系電車
  - 山陽本線用。1983年（昭和58年）運用終了。

### 気動車
- キハ58系気動車
  - かつては山陰本線・山口線の急行運用を担い、急行運用がなくなった後もしばらくは広島色に塗り替えられて配備されていたが、2008年3月30日に新山口発下関行として廃車回送を兼ねた団体列車で運用されたのち、2008年4月25日に全車廃車され配備が消滅した。
- キヤ191系気動車
  - 旧山口鉄道部に配属されていたが、2008年4月25日に全車廃車解体された。後継車のキヤ141系気動車が新山口支所に常駐するが、書類上は吹田総合車両所京都支所（旧・京都総合運転所）所属である。
- キハ23形気動車
  - 2003年をもって運用を離脱し、保留車としてキハ23 1の1両が下関総合車両所本所で保存されていたが、2009年6月10日付で廃車・解体された[30]。本車の廃車をもってキハ45系気動車は形式消滅となった。
- キハ181系気動車
  - 2001年（平成13年）に山陰本線で運行されていた特急「いそかぜ」の運転区間が益田 - 小倉間に短縮された際、後藤総合車両所から3両編成2本6両（キハ181-8・28・31・32 キハ180-10・17）が転属して旧下関車両管理室に配備されたが、2005年（平成17年）の同特急の運行終了に伴い予備車となり、のちに解体された。この間、山陽本線の臨時快速「下関ふくフク号」、「関門・MUSASHI号」や山口線の特急「おき」の臨時列車の運用にも充当されていた。
- キハ48形気動車
  - 0番台、1000番台各1両（4・1004）が新山口支所に所属していた。所属時には2両とも朱色5号単色への再塗装が完了している。LED式行先表示器が設置されておらず、ワンマン運転にも対応していないため、通常はキハ47形の非ワンマン車と2両編成を組んで山陰本線（小串 - 下関間）・山口線・芸備線（三次 - 広島間）で運用されていた。
  - 2013年（平成25年）8月と9月には旧急行色のラッピングを施し、リバイバルトレイン急行『ちどり』に充当された[31]。
  - 2014年（平成26年）6月に金沢総合車両所（旧松任工場）へ回送され[32]、同年6月26日付で金沢総合車両所に転属している。

### 客車
- 20系客車
  - 寝台特急あさかぜをはじめとする寝台列車に使われる20系客車が配置された。
  - 晩年は波動用となり、多客期の急行「玄海」等に運用された。
- 50系客車
  - 山陰本線下関地区および芸備線広島地区で運用されていた旧型客車を置き換えるために下関と広島にオハ50形・オハフ50形が投入されたが、1992年3月のダイヤ改正で運用がなくなり、廃車された。
  - 下関には一般型が廃車された後もマニ50形2両が救援車代用として在籍していたが、2009年度に廃車された。
- 24系客車[33]
  - 1977年（昭和52年）より、寝台特急あさかぜをはじめとする寝台列車に使われる24系客車が広島、下関ともに配置された。博多行きのあさかぜにも使われていた。
  - 2005年のあさかぜ廃止により、定期運用がなくなり、2008年8月11日までに全車両、廃車された。
- 12系客車
  - SLやまぐち号用に改造したレトロ客車5両（700番台）および予備電源車が所属していた。2017年10月27日付で廃車となり、レトロ客車5両は2018年2月28日と同年3月1日に大井川鐵道へ搬入された[34]。
- マニ50形客車
  - 救援車として広島支所に1両が配置されていたが、2023年11月1日付で廃車された[6]。

### 機関車
- EF62形電気機関車[35]
  - 汐留 - 下関間荷物列車の牽引を担当していたEF58形置換えとして信越本線から転用されたが、1986年（昭和61年）11月1日のダイヤ改正で荷物列車が廃止となったため国鉄分割民営化までに廃車となった。
- EF66形電気機関車
  - 国鉄時代は幡生支所に駐在し高速貨物列車のほか、1985年（昭和60年）からは東京 - 下関間で寝台特急の牽引を担当した。2009年3月に「はやぶさ・富士」が廃止され、定期運用が消滅。運用減により8両が廃車された以降は45・49の2両が、臨時・団体・工事列車の牽引で運用された。
  - 残存した上述2両も2010年（平成22年）9月18日に下関から京都総合運転所に、さらに翌19日に1両ずつ南福井駅に配給回送され[36]、9月20日付で廃車となった。廃車後は、嵯峨野観光鉄道からの依頼でジェイアール貨物北陸ロジスティクスが、カットボディへの改造を施工した[37]。
- EF58形電気機関車
- EF59形電気機関車

## 過去の保存車両
- クモハ11形電車（クモハ11117）
  - 以前は可部線で運用されていたが、1976年度の廃車以降は車籍がないまま保管されており、一般公開時に展示されていた[38]。
  - 2023年2月25日に解体された。

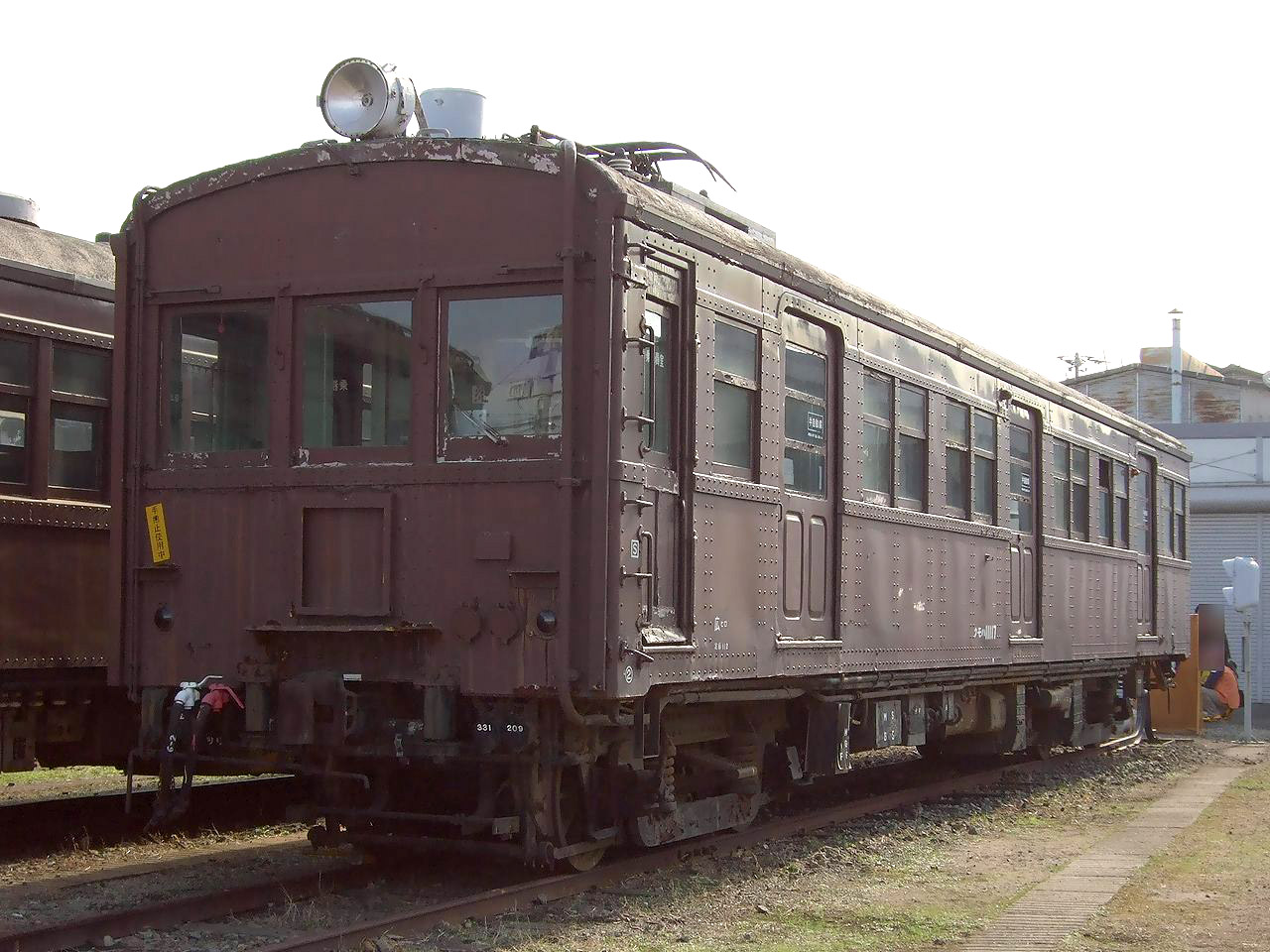
保存車両のクモハ11形

## 歴史

### 幡生工場・下関車両センター関係
- 1903年（明治36年）6月 - 山陽鉄道の下関工場として下関市豊前田町に開設。
- 1931年（昭和6年）10月 - 現在地へ移転。
- 1942年（昭和17年）10月 - 幡生工機部に改称。
- 1950年（昭和25年）8月 - 幡生工場に改称。
- 1985年（昭和60年）3月 - 幡生車両所に改称。
- 1987年（昭和62年）4月1日 - 国鉄分割民営化により、西日本旅客鉄道に継承。
- 1995年（平成7年）10月1日 - 下関地域鉄道部の発足により、下関車両センターに改称。

### 下関総合車両所発足以降
- 2009年（平成21年）6月1日 - 下関総合車両所が発足。下関地域鉄道部下関車両管理室は同所の下関運用検修センターに、山口鉄道部車両管理室は同所の新山口支所になる[4]。
- 2012年（平成24年）4月1日 - 広島運転所の検修部門が下関総合車両所に統合され、同所の広島支所になる[4]。
- 2022年（令和4年）10月1日 - 中国統括本部発足に伴い、岡山電車区が下関総合車両所に統合され、同所の岡山電車支所になる[5]。